# Галдан-Норбо
Галдан-Норбо (Галдан Норма, Галдан Нарма; ок. 1715 — 27 июля 1740) — старший сын калмыцкого хана Дондук-Омбо (1735—1741).

## Биография
Галдан-Норбо был первым сыном Дондук-Омбо от первой жены, хошутки Соломы. От второй жены — кабардинской княжны Джан у хана было четыре сына. Старший из них, Рандул, был объявлен Дондук-Омбо своим наследником. Этот решение Дондук-Омбо привело к тому, что Галдан-Норбо выступил против своего отца.
В 1737 году Галдан-Норбо участвовал и командовал частью войска во время военной кампании своего отца против кубанских татар. Затем Галдан-Норбо командовал 5-тысячным калмыцким конным корпусом в составе русской армии под командованием генерал-фельдмаршала Б. К. Миниха во время его кампании в Крыму.
В том же 1738 году по распоряжению своего отца Галдан-Норбо во главе 20-тысячного калмыцкого войска выступил из Крыма в поход за Волгу, чтобы отразить ожидаемое вторжение казахов. Находясь в этом походе, Галдан-Норбо в августе поднял мятеж против своего отца — хана Дондук-Омбо.
Калмыцкий хан Дондук-Омбо обратился за помощью к русским властям. Большая часть калмыцких тайшей со своими отрядами отказалась поддержать Галдан-Норбо и отделилась от него. Галдан-Норбо со своими сторонниками остался за Волгой и вступил в переговоры с казахами. Царское правительство поддержало хана Дондук-Омбо. Для поимки Галдан-Норбо были приведены в движение регулярные войска и казаки. Гонцы с указами, письмами и донесениями были отправлены из Санкт-Петербурга на Дон, в Астрахань, Царицын и Оренбург. За его поимку была объявлена большая награда в размере 500 рублей.
В октябре 1738 года после переговоров Галдан-Норбо примирился с Дондук-Омбо и прибыл к нему с повинной. Галдан-Норбо вместе со своими главными сторонниками (тайши Лекбей, Бату и его сын Тангут) были арестован, лишен улусов и заключен русскими властями в Царицыне.
Несмотря на арест сына, Дондук-Омбо считал, что содержание Галдан-Норбо в Царицыне, вблизи которого кочевали калмыки, недостаточно. В своих письмах к царским властям хан просил, чтобы его сын был отправлен подальше, «в отдаленное место», чтобы он не смог видеться с калмыками. Хан опасался того, что Галдан-Норбо сможет установить связь с его противником Дондук-Даши или же с княгиней Анной Тайшиной и вновь поднять восстание.
В 1739 году Галдан-Норбо под конвоем был перевезен из Царицына в Казань, где прожил около года. За это время он просил разрешение на крещение в православную веру и женитьбу на калмыцкой княжне Анне Тайшиной.
В июле 1740 года Галдан-Норбо скончался в Казани, оставив трёх сыновей (Цебек-Дорджи, Аксахал и Кирип). Дети Галдан-Норбо сыграли немаловажную роль в переселении большей части калмыцкой орды под руководством хана Убаши из Поволжья в Джунгарию в 1771 году.